# Bump (serie animata)
Bump, anche nota come Bump the Elephant, è una serie animata per bambini britannica. Il cartone è inedito in Italia. La serie è stata trasmessa su BBC One dal 14 settembre 1990 al 26 dicembre 1994.

## Trama
Il cartone parla di un goffo elefantino di nome Bump e dei suoi amici, e di come affrontano le sfide quotidiane e imparano l'amicizia.

## Personaggi
- Bump l'elefante
- Birdie l'uccello azzurro
- Whizzer il topo
- Munch la tartaruga
- McDuff il cane
- Big Bun e Little Bun i conigli
- Batty il pipistrello

## Episodi
| Stagioni         | Episodi | Prima TV Regno Unito |
| ---------------- | ------- | -------------------- |
| Prima stagione   | 13      | 1990                 |
| Seconda stagione | 13      | 1994                 |
| Speciali         | 1       | 1994                 |